# Kontinentalna polica
Kontinentalna polica (tudi kontinentalni šelf ali šelf) je potopljeno območje okrog celin, ki ga prekriva med 100 in 200 metrov globoko morje (šelfsko morje). Takšna polica se pričenja na stiku kopnega z morjem, končuje pa na točki začetka spusta v globoko morje, tj. kontinentalnega pobočja, ki se uravna na oceanskem dnu praviloma v globinah pod 2000 m. Kontinentalna polica je z geološkega vidika robni del celine. Dno oceana na tem področju sestavljajo mlajši morski in kopenski sedimenti.
Veliko polic je bilo oblikovanih v ledeniških in medledeniških obdobjih.
Polica, ki obdaja otok, je znana kot otoška polica.
Kontinentalni rob, med kontinentalno polico in abisalno ravnico, obsega strmo kontinentalno pobočje, ki ji sledi kontinentalni dvig. Usedline iz celine se nalagajo čez kaskado po pobočju navzdol in se kopičijo na dnu pobočja, ki se imenuje kontinentalni dvig. Razširitev do okoli 500 km od pobočja, je sestavljena iz debelih sedimentov, ki jih motni tokovi iz police čez pobočje deponirajo. Gradient kontinentalnega vzpona je posrednik med pobočjem in polico, in znaša okoli 0,5–1°.
V skladu s Konvencijo Združenih narodov o pomorskem mednarodnem pravu, je ime kontinentalna polica dobila pravno opredelitev kot odsek morskega dna, ki meji na obale določene države, ki ji pripada.

## Geografska razporeditev
Širine kontinentalnih polic se precej razlikujejo – in nič nenavadnega ni, če določeno območje nima praktično nobene police zlasti tam, kjer se prednji rob napredovane oceanske plošče potaplja pod kontinentalno skorjo v subdukcijskem območju, kot je to ob obali Čila ali zahodni obali Sumatre. Največji polica – Sibirska polica v Arktičnem oceanu – se razteza 1.500 km v širino. Južnokitajsko morje leži nad drugim obsežnim območjem kontinentalne police, Sundske police, ki združuje Borneo, Sumatro in Javo z azijsko celino. Drugi znani vodni telesi, ki sta prekriti s kontinentalno polico sta Severno morje in Perzijski zaliv. Povprečna širina kontinentalnih polic je približno 80 km. Globina police se tudi spreminja, vendar je navadno omejena na vodo plitvejšo kot 150 m. Naklon police je običajno precej položen, okoli 0,5 °, vertikalna relief je tudi minimalen, manj kot 20 m.
Čeprav je kontinentalna polica obravnavana kot morfološki del oceana, ni del globoke oceanske kotline, ampak je poplavljen rob celine. Pasivni kontinentalni robovi, kot je večji del atlantske obale, imajo široke in plitve police, izdelane iz debelih sedimentov, ki so nastali zaradi dolgotrajne erozijo sosednje celine. Aktivni kontinentalni robovi imajo ozke, razmeroma strme police, zaradi pogostih potresov, ki premikajo usedline v globoko morje.

## Topografija
Polica običajno konča na točki povečanja naklona (imenovan prelom police). Del podmorske površine ki se spušča se imenuje kontinentalno pobočje. Pod pobočjem je kontinentalni dvig, ki se na koncu združi v globokem morskem dnu, v abisalni ravnici. Kontinentalna polica in pobočje sta del kontinentalnega roba.
Območje police je običajno razdeljeno na notranjo kontinentalno polico, srednjo kontinentalno polico in zunanjo kontinentalno polico, vsaka s svojo specifično geomorfologijo in morsko biologijo.
Značaj polic se dramatično spremeni na prelomu, kjer se začne kontinentalno pobočje. Z nekaj izjemami, se prelom police nahaja na izredno enotni globini približno 140 m; to je verjetno znak zadnjih ledenih dob, ko je bila gladina morja nižja kot je danes.
Kontinentalno pobočje je veliko bolj strmo kot polica; povprečno je pod kotom 3°, lahko tudi samo 1° ali višjim kot 10°. Pobočje je pogosto prerezano s podmorsko sotesko. Fizikalni mehanizmi, ki sodelujejo pri oblikovanju teh sotesk niso bili dobro razumljeni do 1960-tih.

## Sedimenti
Celinske police so pokrite z usedlinami s kopnega; to so tiste, ki izhajajo iz erozije celin. Vendar pa je malo sedimentov iz tekočih rek; približno 60–70 % sedimentov na svetovnih policah je sedimentni relikt, deponiran v zadnji ledeni dobi, ko je bila gladina morja 100-120 m nižje kot je sedaj.
Usedline navadno postanejo bolj fine z oddaljenostjo od obale; pesek je omejen na plitve valove razburkane vode, medtem ko so mulj in gline deponira v mirnejši, globoki vodi, daleč od obale. Te police sedimente kopičijo s povprečno hitrostjo 30 cm/1000 let, z razponom od 15–40 cm. Čeprav je počasi s človeškimi standardi, je ta stopnja veliko hitrejša od tiste, za globokomorske pelagične sedimente.

## Živi organizmi
Kontinentalne police so polne življenja, zaradi sončne svetlobe, ki je na voljo v plitvih vodah, v nasprotju z biotsko puščavo abisalne nižine oceanov. Pelagično okolje kontinentalne police predstavlja neritično območje, medtem ko bentalno območje (morsko dno) police predstavlja sublitoralno območje.
Čeprav so police običajno rodovitne, če med sedimentacijo prevladujejo anoksični pogoji, lahko usedline v geološkem času postanejo vir za fosilna goriva.

## Gospodarski pomen
Razmeroma dostopne kontinentalne police je najbolje razumeti kot del dna oceana. Večina komercialnega izkoriščanja iz morja, kot so kovinske in nekovinske rude in pridobivanje ogljikovodika, poteka na kontinentalnih policah. Suverene pravice nad svojimi kontinentalnimi policami do globine 200 metrov ali na oddaljenosti, kjer so globina vode omogoča izkoriščanje virov obmorskih držav, so določile podpisnice Konvencije o kontinentalno polici, ki jo je pripravila Komisija za mednarodno pravo ZN leta 1958. Ta je bila deloma nadomeščena s Konvencijo Združenih narodov o pomorskem pravu iz leta 1982, ki je ustvarila izključno ekonomsko cono 200 navtičnih milj in razširila pravice kontinentalnih polic za države s fizičnimi kontinentalnimi policami, ki segajo izven te razdalje.
Pravna opredelitev kontinentalne police se bistveno razlikuje od geološke opredelitve. UNCLOS določa, da se polica razteza do meje kontinentalnega roba, vendar ne manj kot 200 navtičnih milj od osnovne črte. Tako naseljeni vulkanski otoki, kot so Kanarski otoki, ki sicer nimajo fizične kontinentalne police, imajo kljub temu kontinentalno pravno polico, medtem ko otoki, ki niso poseljeni nimajo police.